# Desafío a la fama
Desafío a la fama, es un reality show ecuatoriano producido y transmitido por Ecuavisa. 
16 participantes famosos y desconocidos (ocho hombres y ocho mujeres) inicialmente entraron a la producción, quedando aislados en un recinto en Guayaquil, Ecuador. La premisa del concurso consiste en que los participantes estarán encerrados en una casa-estudio, sin salir ni tener contacto con el exterior, donde serán grabados en todas las habitaciones las 24 horas del día, los siete días de la semana. Los desafiantes son hombres y mujeres de distintas edades que destacan en distintas disciplinas, como: moda, actuación, fitness, canto, baile, humor, pero con un mismo objetivo, ganar fama o multiplicarla. Semanalmente, los participantes se enfrentarán a diversos desafíos e intentarán evitar las «nominaciones» efectuadas por ellos mismos y así superar las eliminaciones que, periódicamente, la audiencia decide para así conseguir el premio final.
Las tradicionales galas de Desafío a la fama, en donde se conoce quién está nominado y quién es eliminado, entre otras cosas, son conducidas por Eduardo Andrade y Fernanda Gallardo.

## Formato
"Desafío a la fama" reúne a 16 concursantes provenientes de diversos ámbitos de la vida pública, desde cantantes y actores hasta deportistas e influencers. Estos valientes participantes se someten a una serie de desafíos semanales que ponen a prueba sus habilidades, resistencia física y mental, y su capacidad para trabajar en equipo. Los desafíos son variados y pueden incluir desde pruebas de talento artístico hasta desafíos extremos de supervivencia. A medida que avanza el programa, los concursantes se dividen en equipos y compiten en desafíos diseñados para eliminar a los menos aptos. Tras cada desafío, los equipos nominan a sus compañeros de equipo para la eliminación, lo que añade un elemento estratégico crucial al juego. Aquí es donde la competencia se vuelve aún más intensa, ya que los concursantes deben equilibrar la lealtad hacia su equipo con la necesidad de eliminar a los rivales más fuertes.
Uno de los aspectos más emocionantes de "Desafío a la fama" es la participación activa del público. Los espectadores pueden votar en línea para salvar a sus concursantes favoritos, lo que añade un elemento impredecible al juego. Los participantes con el menor apoyo del público se enfrentan a la eliminación, lo que significa que su destino no solo depende de su desempeño en los desafíos, sino también del respaldo de los espectadores. Para darle un giro adicional de emoción y sorpresa al programa, "Desafío a la fama" invita a jueces expertos y personalidades televisivas como invitados especiales. Estos jueces aportan sus conocimientos y opiniones al proceso de evaluación de los desafíos, lo que puede influir en el destino de los concursantes.

## Participantes
| Pos. | Nombre        | Nombre                                                                    | Edad | Estado         | Nom. | Tiempo  | Ref.   |
| ---- | ------------- | ------------------------------------------------------------------------- | ---- | -------------- | ---- | ------- | ------ |
| 1.°  |               | Diego "Don Day" Álvarez Actor, youtuber y cantante                        | 32   | Ganador        | 0    | 86 días | [ 4 ]  |
| 2.°  |               | Conny Garcés Modelo, ingeniera y conductora                               | 28   | 2.ª finalista  | 1    | 61 días |        |
| 3.°  |               | María Emilia "Mare" Cevallos Actriz, locutora y cantante                  | 30   | 3.ª finalista  | 1    | 86 días |        |
| 4.°  |               | Mauro "Kachafa" Falcón Creador de contenido                               | 27   | 4.º finalista  | 0    | 86 días |        |
| 5.°  |               | Carolina Jaume Actriz                                                     | 37   | 5.ª finalista  | 3    | 48 días | [ 5 ]  |
| 5.°  | 2.ª eliminada | Carolina Jaume Actriz                                                     | 37   | 14 días        | 3    |         | [ 5 ]  |
| 6.°  |               | Sebastián Tamayo Actor, modelo y chico reality                            | 31   | 6.º finalista  | 2    | 79 días |        |
| 7.°  |               | Joshua Caballero Deportista de alto rendimiento, emprendedor e influencer | 33   | 12.° eliminado | 3    | 45 días | [ 6 ]  |
| 8.°  |               | Elizabeth Cader Maquillista, influencer y reina de belleza                | 27   | 11.ª eliminada | 1    | 38 días | [ 7 ]  |
| 9.°  |               | Emma Guerrero Actriz                                                      | 30   | 10.ª eliminada | 1    | 70 días | [ 8 ]  |
| 10.° |               | Mariana Muy Creadora de contenidos                                        | 30   | 9.ª eliminada  | 3    | 63 días | [ 9 ]  |
| 11.° |               | Suriel Lira Modelo                                                        | 27   | 8.° eliminado  | 3    | 56 días | [ 10 ] |
| 12.° |               | Antonio Borja Influencer y animador de eventos                            | 23   | 7.° eliminado  | 1    | 49 días | [ 11 ] |
| 13.° |               | César Veiga Modelo fitness y chico reality                                | 35   | 6.° eliminado  | 1    | 23 días |        |
| 14.° |               | Normandy "Didy" Ayoví Atleta. Reina del Carnaval 2023                     | 22   | 5.ª eliminada  | 1    | 35 días | [ 12 ] |
| 15.° |               | Nathalia Espinoza Miss Trans Ecuador 2023                                 | 33   | 4.ª eliminada  | 1    | 29 días | [ 13 ] |
| 16.° |               | Allan Quiñónez Comediante                                                 | 29   | 3.er eliminado | 1    | 22 días | [ 14 ] |
| 17.° |               | Arianna Mejía Actriz, cantante y comunicadora                             | 26   | 3.er abandono  | 0    | 18 días | [ 15 ] |
| 18.° |               | Carla Bucaram Modelo, emprendedora e influencer                           | 23   | 2.do abandono  | 0    | 17 días | [ 16 ] |
| 19.° |               | Alberto Arroyo Ingeniero en marketing y personal trainer                  | 30   | 1.er eliminado | 1    | 7 días  | [ 17 ] |
| 20.° |               | Juan Xavier "Wagner" Ponce DJ y productor musical                         | 34   | 1.er abandono  | 0    | 4 días  | [ 18 ] |

     Participante mujer.

     Participante hombre.

1. ↑  Conny ingresa el día 26 como nuevo participante, en reemplazo de Carla Bucaram.
2. ↑  Después de haber sido eliminada el día 15, Carolina reingresa el día 39 y recuperó su lugar, por votación del público.
3. 1 2  Elizabeth y Caballero ingresan el día 39, por votación del público.
4. ↑  César ingresa el día 16 como nuevo participante, en reemplazo de Juan Xavier Ponce.

## Desafíos semanales
| Equipo 1          | Equipo 2              |
| Alberto Arroyo    | Allan Quiñónez        |
| Arianna Mejía     | Antonio Borja         |
| Carla Bucaram     | Carolina Jaume        |
| Diego Álvarez     | Emma Guerrero         |
| Mauro Falcón      | Juan Xavier Ponce     |
| Nathalia Espinoza | María Emilia Cevallos |
| Normandy Ayoví    | Mariana Muy           |
| Sebastián Tamayo  | Suriel Lira           |

| Equipo 1              | Equipo 2          |
| Carla Bucaram         | Allan Quiñónez    |
| Carolina Jaume        | Antonio Borja     |
| Diego Álvarez         | Arianna Mejía     |
| María Emilia Cevallos | Emma Guerrero     |
| Mauro Falcón          | Mariana Muy       |
| Normandy Ayoví        | Nathalia Espinoza |
| Sebastián Tamayo      | Suriel Lira       |

| Equipo 1              | Equipo 2         |
| Arianna Mejía         | Allan Quiñónez   |
| Diego Álvarez         | Antonio Borja    |
| Mariana Muy           | Carla Bucaram    |
| María Emilia Cevallos | César Veiga      |
| Mauro Falcón          | Emma Guerrero    |
| Nathalia Espinoza     | Normandy Ayoví   |
| Suriel Lira           | Sebastián Tamayo |

| Equipo 1              | Equipo 2          |
| César Veiga           | Antonio Borja     |
| Diego Álvarez         | Emma Guerrero     |
| María Emilia Cevallos | Mariana Muy       |
| Mauro Falcón          | Nathalia Espinoza |
| Normandy Ayoví        | Sebastián Tamayo  |
| Suriel Lira           |                   |

| Equipo 1       | Equipo 2              |
| Conny Garcés   | Antonio Borja         |
| Diego Álvarez  | César Veiga           |
| Mariana Muy    | Emma Guerrero         |
| Normandy Ayoví | María Emilia Cevallos |
| Suriel Lira    | Mauro Falcón          |

| Equipo 1         | Equipo 2              |
| César Veiga      | Antonio Borja         |
| Conny Garcés     | María Emilia Cevallos |
| Diego Álvarez    | Mariana Muy           |
| Emma Guerrero    | Mauro Falcón          |
| Sebastián Tamayo | Suriel Lira           |

| Equipo 1         | Equipo 2              |
| Carolina Jaume   | Antonio Borja         |
| Conny Garcés     | Diego Álvarez         |
| Emma Guerrero    | Elizabeth Cader       |
| Mauro Falcón     | Joshua Caballero      |
| Sebastián Tamayo | María Emilia Cevallos |
| Suriel Lira      | Mariana Muy           |

| Equipo 1         | Equipo 2              |
| Carolina Jaume   | Conny Garcés          |
| Emma Guerrero    | Diego Álvarez         |
| Elizabeth Cader  | Joshua Caballero      |
| Mariana Muy      | María Emilia Cevallos |
| Sebastián Tamayo | Mauro Falcón          |
| Suriel Lira      |                       |

| Equipo 1         | Equipo 2              |
| Carolina Jaume   | Elizabeth Cader       |
| Conny Garcés     | María Emilia Cevallos |
| Diego Álvarez    | Mariana Muy           |
| Emma Guerrero    | Mauro Falcón          |
| Joshua Caballero | Sebastián Tamayo      |

| Equipo 1         | Equipo 2              |
| Carolina Jaume   | Diego Álvarez         |
| Conny Garcés     | Emma Guerrero         |
| Elizabeth Cader  | Joshua Caballero      |
| Mauro Falcón     | María Emilia Cevallos |
| Sebastián Tamayo |                       |

| Equipo 1              | Equipo 2         |
| Diego Álvarez         | Carolina Jaume   |
| Elizabeth Cader       | Conny Garcés     |
| María Emilia Cevallos | Joshua Caballero |
| Mauro Falcón          | Sebastián Tamayo |

| Equipo 1              | Equipo 2         |
| Conny Garcés          | Carolina Jaume   |
| Diego Álvarez         | Joshua Caballero |
| María Emilia Cevallos | Mauro Falcón     |
| Sebastián Tamayo      |                  |

## Votos del «Señalamiento»
Cada semana se lleva a cabo un consejo de nominación en el que el equipo perdedor de las competencias de equipo vota a un integrante de su mismo equipo. Por su parte, el equipo ganador también vota a un participante del equipo derrotado.
| Inmune            | Don Day Kachafa Sebastián | Don Day Kachafa Sebastián | Antonio Kachafa      | Antonio                | César Conny           | Emma                 | Kachafa                | Emma Kachafa            | Elizabeth              | Don Day Carolina        | Kachafa             | Kachafa                 |  |  |  |
|                   |                           |                           |                      |                        |                       |                      |                        |                         |                        |                         |                     |                         |  |  |  |
| Don Day           | Allan                     | Sebastián                 | Allan                | Mariana                | Didy                  | César                | Mariana                | Sebastián               | Mariana                | Caballero               | Conny               | Sebastián               |  |  |  |
| Conny             |                           |                           |                      | [ n 1 ]                | Didy                  | César                | Mariana                | Carolina                | Caballero              | Caballero               | Carolina            | Mare                    |  |  |  |
| Mare              | Carolina                  | Sebastián                 | Allan                | Mariana                | Didy                  | Conny                | Don Day                | Carolina                | Mariana                | Emma                    | Conny               | Sebastián               |  |  |  |
| Kachafa           | Mariana                   | Mare                      | Allan                | Mariana                | Suriel                | César                | Don Day                | Elizabeth               | Mariana                | Caballero               | Conny               | Sebastián               |  |  |  |
| Carolina          | Allan                     | Carla                     | 2.ª eliminada        | 2.ª eliminada          | 2.ª eliminada         | [ n 2 ]              | Mariana                | Mariana                 | Mariana                | Caballero               | Conny               | Sebastián               |  |  |  |
| Sebastián         | Suriel                    | Mare                      | Didy                 | [ n 3 ]                | [ n 3 ]               | Don Day              | Mariana                | Carolina                | Mariana                | Caballero               | Carolina            | Don Day                 |  |  |  |
| Caballero         |                           |                           |                      |                        |                       | [ n 2 ]              | Mariana                | Carolina                | Kachafa                | Don Day                 | Conny               | Sebastián               |  |  |  |
| Elizabeth         |                           |                           |                      |                        |                       | [ n 2 ]              | Mariana                | Carolina                | Mariana                | Mare                    | Conny               | 11.ª eliminada          |  |  |  |
| Emma              | Carolina                  | Sebastián                 | Allan                | Mariana                | Suriel                | César                | Mariana                | Carolina                | Mariana                | Mare                    | 10.ª eliminada      | 10.ª eliminada          |  |  |  |
| Mariana           | Carolina                  | Mare                      | Sebastián            | Nathalia               | Suriel                | César                | Don Day                | Elizabeth               | Sebastián              | 9.ª eliminada           | 9.ª eliminada       | 9.ª eliminada           |  |  |  |
| Suriel            | Antonio                   | Sebastián                 | Sebastián            | Mariana                | Didy                  | César                | Antonio                | Carolina                | 8.° eliminado          | 8.° eliminado           | 8.° eliminado       | 8.° eliminado           |  |  |  |
| Antonio           | Wagner                    | Mare                      | Allan                | Nathalia               | Don Day               | César                | Mariana                | 7.° eliminado           | 7.° eliminado          | 7.° eliminado           | 7.° eliminado       | 7.° eliminado           |  |  |  |
| César             |                           |                           | Allan                | Mariana                | Suriel                | Don Day              | 6.° eliminado          | 6.° eliminado           | 6.° eliminado          | 6.° eliminado           | 6.° eliminado       | 6.° eliminado           |  |  |  |
| Didy              | Antonio                   | Mare                      | Sebastián            | Nathalia               | Suriel                | 5.ª eliminada        | 5.ª eliminada          | 5.ª eliminada           | 5.ª eliminada          | 5.ª eliminada           | 5.ª eliminada       | 5.ª eliminada           |  |  |  |
| Nathalia          | Mariana                   | Mare                      | Antonio              | Mariana                | 4.ª eliminada         | 4.ª eliminada        | 4.ª eliminada          | 4.ª eliminada           | 4.ª eliminada          | 4.ª eliminada           | 4.ª eliminada       | 4.ª eliminada           |  |  |  |
| Allan             | Carolina                  | Mare                      | Sebastián            | 3.er eliminado         | 3.er eliminado        | 3.er eliminado       | 3.er eliminado         | 3.er eliminado          | 3.er eliminado         | 3.er eliminado          | 3.er eliminado      | 3.er eliminado          |  |  |  |
| Arianna           | Mariana                   | Mare                      | Sebastián            | 3.er abandono          | 3.er abandono         | 3.er abandono        | 3.er abandono          | 3.er abandono           | 3.er abandono          | 3.er abandono           | 3.er abandono       | 3.er abandono           |  |  |  |
| Carla             | Wagner                    | Mare                      | 2.do abandono        | 2.do abandono          | 2.do abandono         | 2.do abandono        | 2.do abandono          | 2.do abandono           | 2.do abandono          | 2.do abandono           | 2.do abandono       | 2.do abandono           |  |  |  |
| Alberto           | Carolina                  | 1.er eliminado            | 1.er eliminado       | 1.er eliminado         | 1.er eliminado        | 1.er eliminado       | 1.er eliminado         | 1.er eliminado          | 1.er eliminado         | 1.er eliminado          | 1.er eliminado      | 1.er eliminado          |  |  |  |
| Wagner            | Allan                     | 1.er abandono             | 1.er abandono        | 1.er abandono          | 1.er abandono         | 1.er abandono        | 1.er abandono          | 1.er abandono           | 1.er abandono          | 1.er abandono           | 1.er abandono       | 1.er abandono           |  |  |  |
|                   |                           |                           |                      |                        |                       |                      |                        |                         |                        |                         |                     |                         |  |  |  |
| Primer Señalado:  | Carolina con 5/16 votos   | Mare con 9/14 votos       | Allan con 6/13 votos | Mariana con 7/11 votos | Suriel con 5/10 votos | César con 7/10 votos | Mariana con 7/12 votos | Carolina con 7/11 votos | Mariana con 7/10 votos | Caballero con 5/9 votos | Conny con 6/8 votos | Sebastián con 5/7 votos |  |  |  |
| Segundo Señalado: | Alberto                   | Carolina                  | Suriel               | Nathalia               | Didy                  | Sebastián            | Antonio                | Suriel                  | Caballero              | Emma                    | Elizabeth           | Caballero               |  |  |  |
| Eliminado:        | Alberto                   | Carolina                  | Allan                | Nathalia               | Didy                  | César                | Antonio                | Suriel                  | Mariana                | Emma                    | Elizabeth           | Caballero               |  |  |  |
| Abandonos         | Wagner                    |                           | Carla Arianna        |                        |                       |                      |                        |                         |                        |                         |                     |                         |  |  |  |
|                   |                           |                           |                      |                        |                       |                      |                        |                         |                        |                         |                     |                         |  |  |  |
| Ref.              | [ 25 ]                    |                           | [ n 4 ]              | [ n 1 ]                |                       | [ 26 ]               |                        | [ n 5 ]                 | [ 27 ]                 | [ 28 ]                  |                     | [ 4 ]                   |  |  |  |

1. 1 2  Conny Garcés ingresa en la correspondiente semana, horas después de la gala de señalamiento.
2. 1 2 3  Regresa/Ingresan en la correspondiente semana, horas después de la gala de señalamiento.
3. ↑  Debido a su ausencia no puede emitir su voto para señalar, pero queda excluido de ser votado para ser señalado.
4. ↑  Debido a un empate de 5 votos cada uno los cinco de seis del equipo perdedor re-eligieron para desempatar para definir quién es el primer señalado de la semana, con 3 votos contra 1 el elegido es Allan Quiñónez.
5. ↑  Debido a un empate de 4 votos cada una los cinco del equipo perdedor re-eligieron para desempatar para definir quién es el primer señalado de la semana, con 4 votos contra 2 la elegida es Carolina Jaume.

## Desafío de inmunidad
En Desafío a la fama, la mecánica de juego incluye un emocionante desafío de inmunidad que se lleva a cabo de manera semanal. En este desafío, los participantes se enfrentan entre sí en un reto adicional. El objetivo principal de este enfrentamiento es asegurar la inmunidad para el ganador, lo que significa que no podrá ser eliminado durante esa semana. Esta estratégica dinámica añade una capa de tensión y emoción al programa, ya que los participantes deben luchar incansablemente por la oportunidad de mantenerse en la competencia y acercarse al codiciado premio final.
| Semana | Explicación                                                             | Inmunes / Mejor Desempeño                      |
| ------ | ----------------------------------------------------------------------- | ---------------------------------------------- |
| 1      | Grabación de un vídeo de 1 minuto en el que demuestren su mejor talento | Diego Álvarez, Mauro Falcón y Sebastián Tamayo |
| 2      | Grabación de un vídeo de 1 minuto en el que hablen sobre la amistad     | Diego Álvarez, Mauro Falcón y Sebastián Tamayo |
| 3      | Grabación de un vídeo de 1 minuto en el que hablen sobre su vida misma  | Antonio Borja y Mauro Falcón                   |
| 4      | Grabación de un vídeo de 1 minuto en el que hablen sobre la familia     | Antonio Borja                                  |
| 5      | Grabación de un vídeo de 1 minuto en el que demuestren sobre la pasión  | César Veiga y Conny Garcés                     |
| 6      | Grabación de un vídeo de 1 minuto en el que hablen sobre la aventura    | Emma Guerrero                                  |
| 7      | Grabación de un vídeo de 1 minuto en el que comuniquen un mensaje       | Mauro Falcón                                   |
| 8      | Grabación de un demo de voz de 1 minuto en el que sientan la frescura   | Emma Guerrero y Mauro Falcón                   |
| 9      | Grabación de un vídeo de 1 minuto en el que hablen sobre el futuro      | Elizabeth Cader                                |
| 10     | Grabación de un vídeo de 1 minuto en el que hacen un sketch             | Diego Álvarez y Carolina Jaume                 |
| 11     | Grabación de un vídeo de 1 minuto en el que hablen sobre la navidad     | Mauro Falcón                                   |
| 12     |                                                                         | Mauro Falcón                                   |

## Gran Final
Inmediatamente después de haber finalizado el proyecto de podcast final, se decidió pero que en esta ocasión a través del voto del público la audiencia decide quién es el/la ganador/a y así conseguir el premio final. En esta oportunidad, a diferencia de lo que ocurre en los procesos de eliminación, el voto fue positivo.
Los resultados de la placa de posiciones quedaron de la siguiente forma:
| Participante | Participante          | Resultado | Porcentaje |
| ------------ | --------------------- | --------- | ---------- |
|              | Diego Álvarez         | Ganador   | 30,2%      |
|              | Conny Garcés          | Eliminada | 19,47%     |
|              | María Emilia Cevallos | Eliminada | 18,44%     |
|              | Mauro Falcón          | Eliminado | 12,63%     |
|              | Carolina Jaume        | Eliminada | 11,24%     |
|              | Sebastián Tamayo      | Eliminado | 5,2%       |

## Resultados generales
| Don Day   | Inmune    | Inmune    | Gana    | Gana    | Gana      | Salvado   | Salvado   | Salvado   | Gana      | Gana      | Inmune    | Gana      | Salvado   | Ganador     |  |  |  |  |  |  |  |  |  |  |  |  |  |  |  |  |  |  |  |  |  |  |  |  |  |  |  |  |  |  |  |  |  |  |  |  |  |  |  |  |  |  |  |  |  |  |  |  |  |  |  |  |  |  |  |
| Conny     |           |           |         |         | Entra     | Inmune    | Salvada   | Gana      | Gana      | Gana      | Gana      | Señalada  | Salvada   | Subcampeona |  |  |  |  |  |  |  |  |  |  |  |  |  |  |  |  |  |  |  |  |  |  |  |  |  |  |  |  |  |  |  |  |  |  |  |  |  |  |  |  |  |  |  |  |  |  |  |  |  |  |  |  |  |  |  |
| Mare      | Salvada   | Señalada  | Gana    | Gana    | Gana      | Gana      | Gana      | Salvada   | Gana      | Salvada   | Salvada   | Gana      | Salvada   | 3.ª fin.    |  |  |  |  |  |  |  |  |  |  |  |  |  |  |  |  |  |  |  |  |  |  |  |  |  |  |  |  |  |  |  |  |  |  |  |  |  |  |  |  |  |  |  |  |  |  |  |  |  |  |  |  |  |  |  |
| Kachafa   | Inmune    | Inmune    | Gana    | Inm.    | Gana      | Gana      | Gana      | Inmune    | Inmune    | Salvado   | Gana      | Inmune    | Inmune    | 4.º fin.    |  |  |  |  |  |  |  |  |  |  |  |  |  |  |  |  |  |  |  |  |  |  |  |  |  |  |  |  |  |  |  |  |  |  |  |  |  |  |  |  |  |  |  |  |  |  |  |  |  |  |  |  |  |  |  |
| Carolina  | Señalada  | Eliminada |         |         |           |           | Reingresa | Gana      | Señalada  | Gana      | Inmune    | Salvada   | Gana      | 5.ª fin.    |  |  |  |  |  |  |  |  |  |  |  |  |  |  |  |  |  |  |  |  |  |  |  |  |  |  |  |  |  |  |  |  |  |  |  |  |  |  |  |  |  |  |  |  |  |  |  |  |  |  |  |  |  |  |  |
| Sebastián | Inmune    | Inmune    | Salvado | Salvado | Salvado   | Salvado   | Señalado  | Gana      | Salvado   | Salvado   | Gana      | Salvado   | Señalado  | 6.º fin.    |  |  |  |  |  |  |  |  |  |  |  |  |  |  |  |  |  |  |  |  |  |  |  |  |  |  |  |  |  |  |  |  |  |  |  |  |  |  |  |  |  |  |  |  |  |  |  |  |  |  |  |  |  |  |  |
| Caballero |           |           |         |         |           |           | Entra     | Entra     | Gana      | Señalado  | Señalado  | Salvado   | Eliminado |             |  |  |  |  |  |  |  |  |  |  |  |  |  |  |  |  |  |  |  |  |  |  |  |  |  |  |  |  |  |  |  |  |  |  |  |  |  |  |  |  |  |  |  |  |  |  |  |  |  |  |  |  |  |  |  |
| Elizabeth |           |           |         |         |           |           | Entra     | Entra     | Salvada   | Inmune    | Gana      | Eliminada |           |             |  |  |  |  |  |  |  |  |  |  |  |  |  |  |  |  |  |  |  |  |  |  |  |  |  |  |  |  |  |  |  |  |  |  |  |  |  |  |  |  |  |  |  |  |  |  |  |  |  |  |  |  |  |  |  |
| Emma      | Salvada   | Gana      | Salvada | Salvada | Salvada   | Gana      | Inmune    | Gana      | Inmune    | Gana      | Eliminada |           |           |             |  |  |  |  |  |  |  |  |  |  |  |  |  |  |  |  |  |  |  |  |  |  |  |  |  |  |  |  |  |  |  |  |  |  |  |  |  |  |  |  |  |  |  |  |  |  |  |  |  |  |  |  |  |  |  |
| Mariana   | Salvada   | Gana      | Gana    | Gana    | Señalada  | Salvada   | Gana      | Señalada  | Salvada   | Eliminada |           |           |           |             |  |  |  |  |  |  |  |  |  |  |  |  |  |  |  |  |  |  |  |  |  |  |  |  |  |  |  |  |  |  |  |  |  |  |  |  |  |  |  |  |  |  |  |  |  |  |  |  |  |  |  |  |  |  |  |
| Suriel    | Salvado   | Gana      | Gana    | Señ.    | Gana      | Señalado  | Gana      | Gana      | Eliminado |           |           |           |           |             |  |  |  |  |  |  |  |  |  |  |  |  |  |  |  |  |  |  |  |  |  |  |  |  |  |  |  |  |  |  |  |  |  |  |  |  |  |  |  |  |  |  |  |  |  |  |  |  |  |  |  |  |  |  |  |
| Antonio   | Salvado   | Gana      | Sal.    | Inm.    | Inmune    | Gana      | Gana      | Eliminado |           |           |           |           |           |             |  |  |  |  |  |  |  |  |  |  |  |  |  |  |  |  |  |  |  |  |  |  |  |  |  |  |  |  |  |  |  |  |  |  |  |  |  |  |  |  |  |  |  |  |  |  |  |  |  |  |  |  |  |  |  |
| César     |           |           | Entra   | Sal.    | Gana      | Inmune    | Eliminado |           |           |           |           |           |           |             |  |  |  |  |  |  |  |  |  |  |  |  |  |  |  |  |  |  |  |  |  |  |  |  |  |  |  |  |  |  |  |  |  |  |  |  |  |  |  |  |  |  |  |  |  |  |  |  |  |  |  |  |  |  |  |
| Didy      | Gana      | Salvada   | Salvada | Salvada | Gana      | Eliminada |           |           |           |           |           |           |           |             |  |  |  |  |  |  |  |  |  |  |  |  |  |  |  |  |  |  |  |  |  |  |  |  |  |  |  |  |  |  |  |  |  |  |  |  |  |  |  |  |  |  |  |  |  |  |  |  |  |  |  |  |  |  |  |
| Nathalia  | Gana      | Gana      | Gana    | Gana    | Eliminada |           |           |           |           |           |           |           |           |             |  |  |  |  |  |  |  |  |  |  |  |  |  |  |  |  |  |  |  |  |  |  |  |  |  |  |  |  |  |  |  |  |  |  |  |  |  |  |  |  |  |  |  |  |  |  |  |  |  |  |  |  |  |  |  |
| Allan     | Salvado   | Gana      | Señ.    | Elim.   |           |           |           |           |           |           |           |           |           |             |  |  |  |  |  |  |  |  |  |  |  |  |  |  |  |  |  |  |  |  |  |  |  |  |  |  |  |  |  |  |  |  |  |  |  |  |  |  |  |  |  |  |  |  |  |  |  |  |  |  |  |  |  |  |  |
| Arianna   | Gana      | Gana      | Gana    | Aban.   |           |           |           |           |           |           |           |           |           |             |  |  |  |  |  |  |  |  |  |  |  |  |  |  |  |  |  |  |  |  |  |  |  |  |  |  |  |  |  |  |  |  |  |  |  |  |  |  |  |  |  |  |  |  |  |  |  |  |  |  |  |  |  |  |  |
| Carla     | Gana      | Salvada   | Aban.   |         |           |           |           |           |           |           |           |           |           |             |  |  |  |  |  |  |  |  |  |  |  |  |  |  |  |  |  |  |  |  |  |  |  |  |  |  |  |  |  |  |  |  |  |  |  |  |  |  |  |  |  |  |  |  |  |  |  |  |  |  |  |  |  |  |  |
| Alberto   | Eliminado |           |         |         |           |           |           |           |           |           |           |           |           |             |  |  |  |  |  |  |  |  |  |  |  |  |  |  |  |  |  |  |  |  |  |  |  |  |  |  |  |  |  |  |  |  |  |  |  |  |  |  |  |  |  |  |  |  |  |  |  |  |  |  |  |  |  |  |  |
| Wagner    | Abandona  |           |         |         |           |           |           |           |           |           |           |           |           |             |  |  |  |  |  |  |  |  |  |  |  |  |  |  |  |  |  |  |  |  |  |  |  |  |  |  |  |  |  |  |  |  |  |  |  |  |  |  |  |  |  |  |  |  |  |  |  |  |  |  |  |  |  |  |  |

     El participante gana junto a su equipo la semana y es salvado.
     El participante pierde junto a su equipo la semana, pero no es nominado.
     El participante pierde junto a su equipo la semana, y es nominado por votación de sus compañeros en la ceremonia del «Señalamiento».
     El participante es nominado por decisión del participante nominado en la ceremonia del «Señalamiento».
     El participante pierde junto a su equipo la semana, y posteriormente es salvado tras obtener la inmunidad.
     El participante gana/pierde junto a su equipo la semana, y posteriormente es calificado por su mal desempeño tras el reto de inmunidad, pero no es nominado.
     El participante es eliminado por decisión del público.